# Hydraena persica
Hydraena persica är en skalbaggsart som beskrevs av Emile Janssens 1981. Hydraena persica ingår i släktet Hydraena och familjen vattenbrynsbaggar. Inga underarter finns listade i Catalogue of Life.